# Ludwig-Maximilians-Universität München
 "Münchens Universitet" omdirigeres hertil. For andre betydninger af Münchens Universitet, se Münchens Universitet (flertydig).
Ludwig-Maximilians-Universität (LMU) er et af Tysklands største universiteter og ligger i Bayerns hovedstad München. Det er opkaldt efter sine grundlæggere, hertug Ludwig den rige og kurfyrste (senere konge) Maximilian 1. Joseph af Bayern.

## Overblik
Universitetet har omkring 51.000 studerende, ca. 6.000 akademiske medarbejdere og 8.000 administrativt personale fordelt på 18 fakulteter.
Ved universitetet tilbydes en række fag, der ikke findes i det nordlige Tyskland. Inden for retsvidenskab tilbydes eksempelvis en grad i både kanonisk ret (katolsk ret) og verdslig ret.
Universitetet er ikke et campus-universitet, men er fordelt på en række bygninger over hele byen.
Universitetet har fostret 26 Nobelprismodtagere, og anses sammen med bl.a. Ruprecht-Karls-Universität Heidelberg som et af Tysklands bedste universiteter.[kilde mangler]

## Historie
Universitetet blev grundlagt i 1472 i Ingolstadt med pavelig tilladelse som første bayerske universitet (Würzburg, som havde et universitet siden 1402, var dengang ikke en del af Bayern).
En af de mest betydningsfulde rektorer i universitetets historie var den hellige jesuit Petrus Canisius i midten af 1500-tallet.
Kurfyrst Maximilian IV af Bayern flyttede i 1800 universitetet til Landshut. 26 år senere, i 1826, blev det flyttet til hovedstaden München af kong Ludwig I af Bayern.
1894–1896 studerede Edith Hamilton og hendes søster Alice Hamilton i Tyskland, først i Leipzig og derefter i München. De blev de første kvinnelige studentene. Den senere pave Benedikt XVI studerede ved universitetet i 1950'erne, og tog her sin doktorgrad.

## Fakulteter
- 01 Katholische Theologie
- 02 Evangelische Theologie
- 03 Rechtswissenschaften
- 04 Betriebswirtschaftslehre
- 05 Volkswirtschaftslehre
- 07 Medizin (inkl. Zahnmedizin)
- 08 Tiermedizin
- 09 Geschichts- und Kunstwissenschaften
- 10 Philosophie, Wissenschaftstheorie und Religionswissenschaft
- 11 Psychologie und Pädagogik
- 12 Kulturwissenschaften
- 13/14 Sprach- und Literaturwissenschaften
- 15 Sozialwissenschaften
- 16 Mathematik, Informatik und Statistik
- 17 Physik
- 18 Chemie und Pharmazie
- 19 Biologie
- 20 Geowissenschaften

## Kendte alumni

### Nobelprisvindere
- Adolf von Baeyer, (kemi 1909)
- Hans Bethe, (fysik 1967)
- Gerd Binnig, (fysik 1986)
- Günter Blobel, (fysiologi eller medicin 1999)
- Konrad Emil Bloch, (fysiologi eller medicin 1964)
- Eduard Buchner, (kemi 1907)
- Peter Debye, (kemi 1936)
- Ernst Otto Fischer, (kemi 1973)
- Hans Fischer, (kemi 1930)
- Karl von Frisch, (fysiologi eller medicin 1973)
- Theodor W. Hänsch, (fysik 2005)
- Werner Heisenberg, (fysik 1932)
- Gustav Hertz, (fysik 1926)
- Wolfgang Ketterle, (fysik 2001)
- Hans Adolf Krebs, (fysiologi eller medicin 1953)
- Richard Kuhn, (kemi 1938)
- Max von Laue, (fysik 1914)
- Otto Loewi, (fysiologi eller medicin 1936)
- Feodor Lynen, (fysiologi eller medicin 1964)
- Wolfgang Pauli, (fysik 1945)
- Max Planck, (fysik 1918)
- Wilhelm Conrad Röntgen, (fysik 1901)
- Bert Sakmann, (fysiologi eller medicin 1991)
- Johannes Stark, (fysik 1919)
- Heinrich Wieland, (kemi 1927)
- Wilhelm Wien, (fysik 1911)
- Richard Willstätter, (kemi 1915)

### Politikere og andre
- Pave Benedikt XVI
- Valdas Adamkus, Litauens præsident (1998-2003, 2004-)
- Konrad Adenauer, Tysklands kansler (1949–1963)
- Karl Carstens, Tysklands præsident (1979–1984)
- Gustav Heinemann, Tysklands præsident (1969–1974)
- Roman Herzog, Tysklands præsident (1994–1999)
- Theodor Heuss, Tysklands præsident (1949–1959)
- Manfred Wörner, NATOs generalsekretær (1988–1994)

## Eksterne links
- Universitetets hjemmeside

- Wikimedia Commons har flere filer relateret til Ludwig-Maximilians-Universität München

48°9′3″N 11°34′49″Ø / 48.15083°N 11.58028°Ø
| Skole | Spire Denne artikel om en skole, en uddannelsesinstitution eller uddannelse er en spire som bør udbygges. Du er velkommen til at hjælpe Wikipedia ved at udvide den. |